# Armanaya
Armanaya (tiếng Ả Rập: أرمنايا) là một ngôi làng Syria nằm ở Hish Nahiyah ở huyện Maarrat al-Nu'man, Idlib. Theo Cục Thống kê Trung ương Syria (CBS), Armanaya có dân số 904 trong cuộc điều tra dân số năm 2004.